# Ahor (ciutat)
Ahor (de vegades també Ahore, hindi आहोर) és un poble del districte de Jalore al Rajasthan a 17 km as l'est de Jalore, capital del tahsil del mateix amb 54 gram panchayats, situada a 25° 22′ N, 72° 47′ E / 25.367°N,72.783°E. Segons el cens del 2001 tenia 14.623 habitants.
Fou capital del principat d'Ahor. La ciutat és notable per les restes jainistes.